# Dalbergia bojeri
Dalbergia bojeri är en ärtväxtart som beskrevs av Emmanuel Drake del Castillo. Dalbergia bojeri ingår i släktet Dalbergia, och familjen ärtväxter. IUCN kategoriserar arten globalt som starkt hotad. Inga underarter finns listade i Catalogue of Life.